# Волкова, Юлия Олеговна
Ю́лия Оле́говна Во́лкова (род. 20 февраля 1985, Москва) — российская певица, бывшая солистка поп-группы «Тату». С 2010 года занимается сольной карьерой.

## Биография
Родилась 20 февраля 1985 года в Москве. Родители — бизнесмен Олег Викторович Волков и стилист Лариса Викторовна Волкова. Есть единокровная сестра. В 7 лет Юлия поступила в детскую музыкальную школу № 62 по классу фортепиано. С 9 лет выступала в составе детского вокально-инструментального ансамбля «Непоседы». Через год в группу «Непоседы» была зачислена и Лена Катина. В 1995 году Юлия перешла в общеобразовательную школу № 1113 с театральной подготовкой.
Юлия снималась в детском киножурнале «Ералаш» (сюжеты «Выручи меня», «Манекен»).
В 1999 году, в 14 лет, Юлия по результатам кастинга стала участницей музыкального проекта «Тату», организованного сценаристом рекламных роликов Иваном Шаповаловым и композитором Александром Войтинским.
По данным представителей группы, в 2000 году Юлия поступила на вокальное отделение эстрадно-джазового училища имени Гнесиных. В январе 2006 года СМИ сообщали, что Юлия собиралась поступить в Государственный университет управления на продюсерский факультет.

### Сольная карьера
В марте 2009 года менеджмент группы объявил о прекращении работы группы в полномасштабном режиме. Причиной послужило то, что Юлия конфликтовала с продюсером Борисом Ренским. С этого времени Волкова начала сольную карьеру. В июне 2011 года Волкова презентовала две песни с первого сингла своего сольного проекта (Rage и Woman All The Way Down). Она сообщила, что эти песни не войдут в дебютный альбом. 16 августа того же года Волкова подписала контракт с рекорд-лейблом Gala Records, и вскоре выпустила сингл «All Because of You» / «Сдвину мир» на английском и русском языках, который записывался в Швеции; в работе над ним принимала участие команда продюсеров в составе Никласа Молиндера, Йоакима Перссона, Юхана Франссона, Тима Ларссона и Томаса Лундгрена. В поддержку сингла певица отправилась в гастрольный тур по городам Южной Америки.

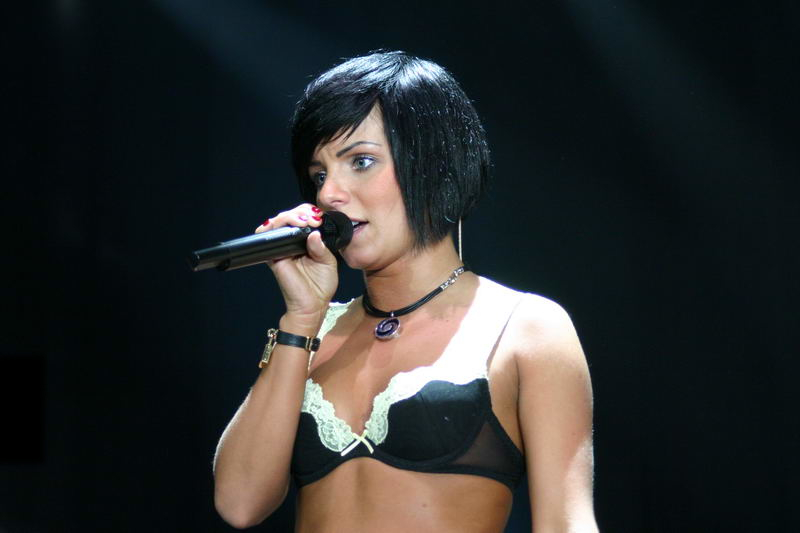
Концерт в Новосибирске, 2006 г.

В 2012 году на отборочном туре Евровидения Юлия выступила с песней «Back to Her Future» в дуэте с певцом Димой Биланом, заняв второе место, уступив «Бурановским бабушкам».
Летом 2012 года вышел новый сингл Юлии под названием «Didn’t Wanna Do It» («Давай закрутим Землю»), авторами которого стали композиторы The Euroz при участии Taj Jackson. Русский текст написала Елена Кипер. В августе состоялась премьера сингла на канале «ELLO» в YouTube. 21 августа сингл вышел на iTunes и Amazon.
В сентябре 2012 года перенесла операцию по удалению опухоли щитовидной железы. По её словам, во время операции ей повредили нерв, после чего она потеряла голос, и начался долгий восстановительный процесс, который происходит и по сей день. В декабре 2012 года Юлия объединилась со своей бывшей коллегой по группе «Тату» Леной Катиной в рамках поддержки юбилейного переиздания альбома «200 km/h In the Wrong Lane (10th Anniversary Edition)».
В 2013 году в концертном зале «Известия Hall» состоялась 10-я юбилейная церемония вручения премий в области популярной музыки «Звуковая дорожка», где Юлия и певец Дима Билан получили главную награду в номинации «Дуэт года». Весной того же года Юлия и Дима с синглом «Любовь-сука» одержали победу в «OE Video Music Awards» в номинации «Best sex video».
В сентябре 2013 года в Киеве состоялся первый концерт t.A.T.u. за последние 5 лет. 23 ноября Юля и Лена дали 3 концерта в Санкт-Петербурге. 7 февраля 2014 года Катина и Волкова выступили на открытии зимних Олимпийских игр в Сочи. Волкова, Катина, Лигалайз и Майк Томпкинс записали совместный трек «Любовь в каждом мгновении». Премьера клипа состоялась 7 апреля 2014 года.
В сентябре 2015 года прошли съёмки клипа на песню «Держи рядом». Режиссёром стал Алан Бадоев. Премьера песни прошла в прямом эфире «Партийной зоны» на канале Муз-ТВ. На этом же канале 30 октября состоялась премьера клипа на песню «Держи рядом». Этот сингл стал первой сольной работой Юлии за последние 3 года. Трек «Держи рядом» стал первым синглом из дебютного альбома, премьера которого состоялась в апреле 2016 года. В том же месяце был презентован сингл «Спасите, люди, мир», текст к которому написала Лара Д’Элия, а музыку — Мурат Абдульманов.
В мае 2017 года на фестивале «Маёвка Live» Юлия представила свою новую песню «Просто забыть». 1 июня песня вышла в iTunes. 6 июня на YouTube-канале певицы вышло лирическое видео на эту композицию, режиссёром которого выступил Дмитрий Кролл.
В 2020 году — участник шоу «Суперстар! Возвращение» на канале НТВ.

## Личная жизнь

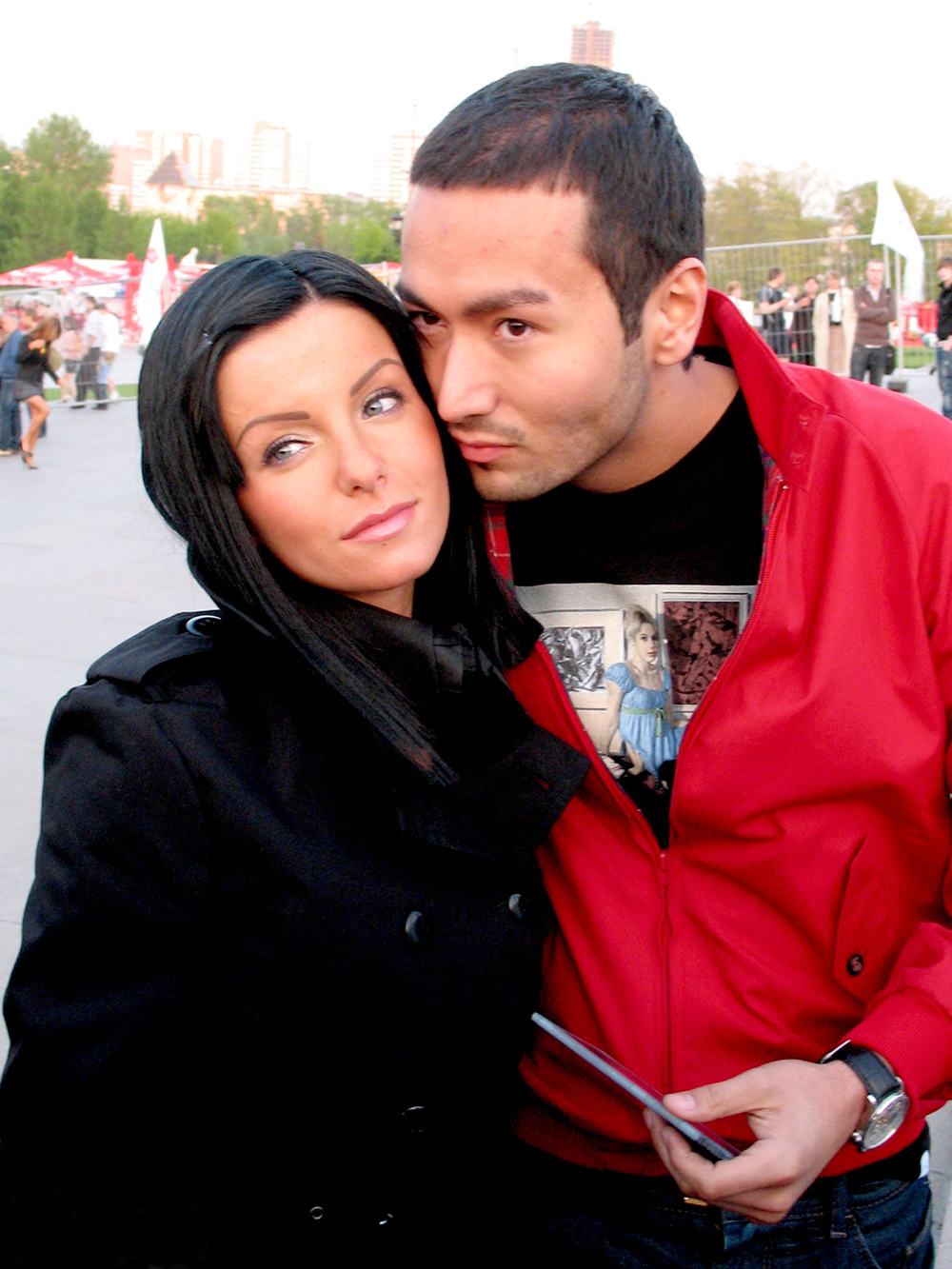
Волкова и Парвиз Ясинов в 2008 году

Дочь Викторию (род. 24 сентября 2004) Юлия родила в 19 лет. Отцом девочки является Павел Сидоров.
В 2006 году газеты объявили о предстоящей свадьбе с певцом Владом Топаловым, с которым Волкова знакома со времён участия в детском ансамбле «Непоседы».
В 2006 году Волкова познакомилась с сыном генерального директора компании «Мосстроймеханизация-5» Обида Ясинова — 19-летним Парвизом Ясиновым. В 2007 году СМИ писали, что Волкова тайно вышла замуж за Парвиза в ОАЭ и приняла ислам. Представители группы опровергали сообщения о замужестве и принятии ислама, однако сама Волкова это подтверждала.
Сын Самир (род. 27.12.2007), от Парвиза Ясинова, который, как говорит Волкова, является мусульманином. Волкова говорила, что её «всегда завораживали мечети, пение муллы, женщины в парандже». По её словам, она не знает Коран наизусть, соблюдает не все традиции, считает, что Бог у каждого внутри. В марте 2010 года Волкова рассталась с Ясиновым.
В 2016 году вернулась в православие.
По состоянию на июнь 2017 года, имела 11 татуировок, одна из которых на пояснице, выполненная арабской вязью в 2003 году во время фотосессии для журнала «Maxim». Надпись, как говорится в журнале, означает «любовь» (хиям).
8 августа 2018 года Юля Волкова вышла замуж.

## Политика
28 апреля 2021 года Волкова подала в оргкомитет регионального отделения партии «Единая Россия» в Ивановской области документы для участия в процедуре предварительного голосования партии.
Утверждена для участия в праймериз по отбору кандидатов партии на предстоящих выборах в Госдуму по Кинешемскому одномандатному избирательному округу Ивановской области. Предварительные партийные выборы проиграла, набрав 919 голосов.

## Дискография

### В составе группы «Непоседы»
Альбомы
1997 — «Пусть миром правит любовь»

### Сольно
Синглы и чарты
| Год  | Название                                                                   | Альбом                        | Чарты                               | Чарты                              | Чарты                                       | Чарты                               | Чарты                             | Чарты                           | Чарты                               |
| Год  | Название                                                                   | Альбом                        | Россия и СНГ (TopHit Общий Топ-100) | Россия (TopHit Московский Топ-100) | Россия (TopHit Санкт-Петербургский Топ-100) | Украина (TopHit Украинский Топ-100) | Украина (TopHit Киевский Топ-100) | Радиочарт по заявкам TopHit 100 | Россия и СНГ (TopHit Общий годовой) |
| ---- | -------------------------------------------------------------------------- | ----------------------------- | ----------------------------------- | ---------------------------------- | ------------------------------------------- | ----------------------------------- | --------------------------------- | ------------------------------- | ----------------------------------- |
| 2011 | «All Because Of You»                                                       | без альбома                   | 247                                 | -                                  | -                                           | 640                                 | -                                 | 198                             | -                                   |
| 2011 | «Сдвину мир»                                                               | без альбома                   | 204                                 | -                                  | -                                           | 154                                 | 194                               | 74                              | -                                   |
| 2012 | «Любовь-сука» / «Back To Her Future» (feat. Дима Билан)                    | Дотянись (альбом Димы Билана) | 47                                  | 71                                 | -                                           | 61                                  | 214                               | 5                               | -                                   |
| 2012 | «Didn’t Wanna Do It»                                                       | без альбома                   | 190                                 | -                                  | -                                           | 178                                 | 165                               | 275                             | -                                   |
| 2012 | «Давай закрутим землю»                                                     | без альбома                   | 198                                 | 966                                | -                                           | 446                                 | 459                               | 96                              | -                                   |
| 2014 | «Любовь в каждом мгновении» (feat. Елена Катина, Лигалайз и Mike Tompkins) | без альбома                   | 150                                 | 382                                | -                                           | 632                                 | 1105                              | 23                              | -                                   |
| 2015 | «Держи рядом»                                                              | без альбома                   | 2                                   | 10                                 | 55                                          | 7                                   | 3                                 | 9                               | 3                                   |
| 2016 | «Спасите, люди, мир»                                                       | без альбома                   | 187                                 | -                                  | -                                           | 271                                 | 160                               | 267                             | -                                   |
| 2017 | «Просто забыть»                                                            | без альбома                   | -                                   | -                                  | -                                           | -                                   | -                                 | -                               | -                                   |

«—» песня отсутствовала в чарте

## Видеография

### Сольно
| Год  | Клип                                                                      | Режиссёр      | Альбом                        |
| ---- | ------------------------------------------------------------------------- | ------------- | ----------------------------- |
| 2011 | «Сдвину мир» / «All Because Of You»                                       | Эван Уинтер   | без альбома                   |
| 2012 | «Любовь-сука» / «Back To Her Future» (feat. Дима Билан)                   | Гоша Тоидзе   | Дотянись (альбом Димы Билана) |
| 2012 | «Давай закрутим землю» / «Didn’t Wanna Do It»                             | Неизвестно    | без альбома                   |
| 2014 | «Любовь в каждом мгновении» (feat. Лена Катина, Лигалайз и Mike Tompkins) | Елена Кипер   | без альбома                   |
| 2015 | «Держи рядом»                                                             | Алан Бадоев   | без альбома                   |
| 2017 | «Просто забыть» [Lyric Video]                                             | Дмитрий Кролл | без альбома                   |

## Фильмография
| Год  |     | Название          | Роль                     |
| ---- | --- | ----------------- | ------------------------ |
| 1999 | с   | Ералаш            | Юля                      |
| 2011 | ф   | Ты и я            | камео                    |
| 2013 | ф   | Zомби каникулы 3D | Наташа                   |
| 2014 | с   | Panelák (сериал)  | камео                    |
| 2014 | кор | Близко, но далеко | купидон                  |
| TBA  | ф   | Песни джиннов     | Имя персонажа не указано |